# Алкінська сільська рада
А́лкінська сільська рада (рос. Алкинский сельский совет) — муніципальне утворення у складі Чишминського району Башкортостану, Росія. Адміністративний центр — село Узитамак.

## Населення
Населення — 2959 осіб (2019, 2676 у 2010, 2682 у 2002).

## Склад
До складу поселення входять такі населені пункти:
| Населений пункт          | Населення, осіб (2002) | Населення, осіб (2010) |
| ------------------------ | ---------------------- | ---------------------- |
| Алкіно, присілок         | 244                    | 261                    |
| Бахчі, присілок          | 68                     | 88                     |
| Богомоловка, присілок    | 83                     | 94                     |
| Бочкарьовка, присілок    | 62                     | 50                     |
| Заводянка, присілок      | 74                     | 91                     |
| Ількашево, село          | 215                    | 210                    |
| Ключарьово, присілок     | 101                    | 70                     |
| Новомихайловка, присілок | 60                     | 62                     |
| Саліхово, село           | 282                    | 252                    |
| Санаторія «Алкіно», село | 422                    | 432                    |
| Санжаровка, присілок     | 149                    | 159                    |
| Узитамак, село           | 411                    | 429                    |
| Уразбахти, село          | 483                    | 452                    |
| Шапаровка, присілок      | 28                     | 26                     |